# Bursellia paghi
Bursellia paghi är en spindelart som beskrevs av Rudy Jocqué och Nikolaj Scharff 1986. Bursellia paghi ingår i släktet Bursellia och familjen täckvävarspindlar.
Artens utbredningsområde är Tanzania. Inga underarter finns listade.